# Calyptranthes megistophylla
Calyptranthes megistophylla är en myrtenväxtart som beskrevs av Paul Carpenter Standley. Calyptranthes megistophylla ingår i släktet Calyptranthes och familjen myrtenväxter. Inga underarter finns listade i Catalogue of Life.